# Ganesh Acharya
Ganesh Acharya (inaczej: Ganesh Acharaya) – indyjski choreograf filmowy, reżyser i aktor. Nagrodzony za choreografię do filmu Omkara (piosenka "Beedi"), nominowany za choreografię do Mundur (piosenka "Aisa Jadoo Daala Re") i Lajja (piosenka "Badi Mushkil"). Debiutował w 1992 roku.

## Reżyser
- Swami (2007)
- Masz kasę, kochanie (2008)

### Aktor
- Road (2002) – tańczy (w piosence 'Khullam Khulla')
- Waisa Bhi Hota Hai Part II (2003) – tancerz w piosence 'Laundiya'

### Choreograf

#### od 2000 roku
1. Sunday (2008)
2. Kaisay Kahein... (2007)
3. Aap Kaa Surroor: The Moviee – The Real Luv Story (2007)
4. Swami (2007)
5. Annavaram (2006)
6. Jaane Hoga Kya (2006)
7. Szalona przyjaźń: Fun Unlimited (2006) (i taniec)
8. Phir Hera Pheri (2006)
9. Chingaari (2006)
10. Rang De Basanti (2006)
11. Deewane Huye Paagal (2005)
12. No Entry (2005)
13. Main Aisa Hi Hoon (2005)
14. Khamoshh... Khauff Ki Raat (2005)
15. Szantaż (2005)
16. Insan (2005)
17. Ab Tumhare Hawale Watan Saathiyo (2004)
18. Aitraaz (2004)
19. Mujhse Shaadi Karogi (2004) (choreografia: "Kar Doon Kamal")
20. Chot [Aaj Isko, Kal Tereko] (2004)
21. Masti (2004)
22. Khakee (2004)
23. Run (2004) (choreografia: "Zara Zara")
24. Shobhayatra (2004)
25. Waisa Bhi Hota Hai Part II (2003)
26. Dla ciebie wszystko (2003)
27. Ek Aur Ek Gyarah: By Hook or by Crook (2003)
28. Kucch To Hai (2003)
29. Chalo Ishq Ladaaye (2002)
30. Karz: The Burden of Truth (2002)
31. Annarth (2002)
32. Hathyar (2002)
33. Road (2002)
34. Shakti: The Power (2002)
35. Chor Machaaye Shor (2002)
36. Jaani Dushman: Ek Anokhi Kahani (2002)
37. Akhiyon Se Goli Maare (2002)
38. Yeh Hai Jalwa (2002)
39. The Legend of Bhagat Singh (2002)  (as Ganesh Acharaya)
40. Miłosne manewry (2002)
41. Należę do ciebie, kochanie (2002)
42. Ansh: The Deadly Part (2002)
43. Raaz (2002)
44. Ajnabee (2001)
45. Kyo Kii... Main Jhuth Nahin Bolta (2001)
46. Lajja (2001)
47. Bas Itna Sa Khwaab Hai (2001) (choreografia do: "Ganga Maiya")
48. Jodi No.1 (2001)
49. Ittefaq (2001)
50. Khiladi 420 (2000)
51. Beti No. 1 (2000)  (jako Ganesh)
52. Jis Desh Mein Ganga Rehta Hain (2000)
53. Aaghaaz (2000)
54. Shikari (2000)
55. Hamara Dil Aapke Paas Hai (2000)
56. Tera Jadoo Chal Gayaa (2000)
57. Kunwara (2000)
58. Refugee (2000)
59. Joru Ka Ghulam (2000)
60. Jung (2000)
61. Chal Mere Bhai (2000)
62. Hadh Kar Di Aapne (2000)  (jako Ganesh)
63. Baaghi (2000)
64. Dulhan Hum Le Jayenge (2000)

#### Od 1992 do 1999 roku
1. Thakshak (1999)
2. Khoobsurat (1999) (jako Ganesh)
3. Vaastav: The Reality (1999)
4. Hello Brother (1999)
5. Baadshah (1999)
6. Haseena Maan Jaayegi (1999)
7. Mann (1999)
8. Anari No. 1 (1999)
9. Silsila Hai Pyar Ka (1999)  (jako Ganesh)
10. International Khiladi (1999)
11. Lal Baadshah (1999)
12. Sirf Tum (1999)
13. Soldier (1998/II)  (jako Ganesh)
14. Bade Miyan Chote Miyan (1998)
15. Bandhan (1998)
16. Dulhe Raja (1998) (jako Ganesh)
17. Major Saab (1998) (jako Ganesh)
18. Achanak (1998) (jako Ganesh)
19. Salaakhen (1998)
20. Pyaar Kiya To Darna Kya (1998)  (jako Ganesh)
21. China Gate (1998)  (jako Ganesh)
22. Tirchhi Topiwale (1998)  (jako Ganesh)
23. Miłość (1997) ((jako Ganesh)
24. Deewana Mastana (1997) (jako Ganesh)
25. Auzaar (1997)  (jako Ganesh)
26. Bhai (1997)  (jako Ganesh)
27. Ghatak: Lethal (1996) (jako Ganesh)
28. Loafer (1996)
29. Return of Jewel Thief (1996) (jako Ganesh)
30. Coolie No. 1 (1995) (jako Ganesh)
31. Maidan-E-Jung (jako Ganesh)